# Pump Geyser
Pump Geyser est un geyser de type « cône » situé dans le Upper Geyser Basin dans le parc national de Yellowstone aux États-Unis.
Il fait partie du Geyser Hill Complex dont font aussi partie, entre autres, Aurum Geyser, Beehive Geyser, Big Cub Geyser, Doublet Pool, Giantess Geyser et Lion Geyser.
Pump Geyser entre en éruption presque constamment, en faisant des éclaboussures de 60 à 90 cm de haut, et émet un bruit sourd sans périodicité apparente, bien qu'il y ait des périodes moins actives. Puis, en 1990, Pump est devenu un véritable geyser, avec des éruptions séparées de quelques secondes et durant quelques secondes. 
Il a probablement été nommé par Frank Jay Haynes (en), le photographe du parc de 1883 à 1916. Son nom vient du fait que ses éruptions constantes font un bruit similaire à celui d'une ancienne pompe (pump en anglais) mécanique. Il peut aussi avoir été confondu avec un autre geyser appelé Pump, quand l'autre s'est éteint.
Pump Geyser pourrait avoir un lien avec Sponge Geyser, mais cette hypothèse n'a pas été prouvée. En effet, lorsque Sponge se remplit, Pump est étrangement calme. Puis, quelques secondes après que Sponge se vide, Pump commence de nouveau à jaillir. Bien qu'une connexion est très probable, cette possibilité n'a pas été étudiée plus que ça.